# Sulfasalazin
Súlfasalazín (tdui salazosulfapiridin) je sulfonamidna učinkovina, ki se uporablja za zdravljenje ulcerativnega kolitisa, crohnove bolezni in revmatoidnega artritisa. Glede na nekatere smernice velja za zdravilo izbora za zdravljenje revmatoidnega artritisa. Uporablja se z zaužitjem (peroralno).
Znatni neželeni učinki se pojavijo pri okoli 25 % bolnikov, ki uporabljajo sulfasalazin. Med pogoste neželene učinke spadajo neješčnost, slabost, glavobol in izpuščaj. Med možnimi hudimi neželenimi učinki so zaviranje delovanja kostnega mozga, škodljivo delovanje na jetra, Stevens–Johnsonov sindrom in škodljivo delovanje na ledvice. Sulfasalazin se ne sme uporabljati pri posameznikih z znano preobčutljivostjo na aspirin ali na sulfonamidna zdravila. Podatki kažejo, da je njegova uporaba med nosečnostjo ne deluje škodljivo na plod.
Sulfasalazin spada med imunomodulirajoče antirevmatike. Njegov mehanizem delovanja ni povsem pojasnjen, po eni od razlag pa zavira prostaglandine in druge posrednike vnetja ter zato deluje protivnetno v debelem črevesu. V črevesu povzročijo črevesne bakterije razpad sulfasalazina na 5-aminosalicilno kislino, ki deluje lokalno, in sulfapiridin, ki se absorbira iz črevesa.
Sulfasalazin je prejel v ZDA dovoljenje za klinično uporabo leta 1950.
Uvrščen je na seznam osnovnih zdravil Svetovne zdravstvene organizacije, torej med najpomembnejša učinkovita in varna zdravila, potrebna za normalno zagotavljanje zdravstvene oskrbe. Na tržišču je že tudi v obliki večizvornih (generičnih) zdravil.

## Medicinska uporaba
Sulfasalazin se uporablja za zdravljenje kroničnih vnetnih črevesnih bolezni, in sicer crohnove bolezni in ulceroznega kolitisa. Aminosalicilati (kamor poleg sulfasalazina spada še mesalazin) se pogosto uporabljajo za indukcijo in vzdrževanje remisije pri zdravljenju ulceroznega kolitisa, pri crohnovi bolezni pa so, predvsem pri vzdrževanju remisije, manj učinkoviti.
Indiciran je tudi za zdravljenje revmatoidnega artritisa, uporablja pa se tudi za zdravljenje drugih vrst artritisa, kot sta psoriatični artritis (artritis pri luskavici) in reaktivni artritis.

## Mehanizem delovanja
Njegov mehanizem delovanja ni povsem pojasnjen. Sulfasalazin deluje imunosupresivno, protivnetno in protimikrobno. Učinek je večinoma posledica delovanja obeh presnovkov, ki delujeta lokalno v črevesni steni (5-aminosalicilna kislina) in sistemsko (sulfapiridin). Sulfapiridin verjetno zavira delovanje naravnih celic ubijalk in transformacijo limfocitov. Protivnetno delovanje 5-aminosalicilne kisline je verjetno najpomembnejše pri zdravljenju vnetnih črevesnih bolezni, ker zavira ciklooksigenazo in lipooksigenazo v črevesni steni in tako preprečuje tvorbo prostaglandinov, levkotrienov in drugih posrednikov vnetja. Verjetno tudi veže proste kisikove radikale. Sulfasalazin ne deluje protibolečinsko.